# Peter Giel
Peter Giel (Amsterdam, 30 mei 1857 - Den Haag, 7 juli 1942) was militair officier, luitenant-generaal titulair van de Koninklijke Landmacht, in het Nederlandse leger.

## Loopbaan
In 1918 was hij als generaal-majoor verantwoordelijk als gebiedscommandant over geïnterneerde Duitse militairen en burgers in de regio Rotterdam. Hiervoor ontving hij later de Gouden Medaille van het Duitse Rode Kruis. Tevens was hij territoriaal bevelhebber in Gelderland bezuiden de Waal en de provincies Brabant en Limburg. Giel overleed op 85-jarige leeftijd te Den Haag. Zijn jongere broer, Willem Johannes Giel, maakte eveneens carrière in het leger.